# كأس أمم أوقيانوسيا 2004
كأس أوقيانوسيا للمنتخبات 2004 هي نفسها الدور الثاني من تصفيات أوقيانوسيا المؤهلة إلى بطولة كأس العالم لكرة القدم 2006 في ألمانيا باستثناء الدور النهائي بين أستراليا وجزر سليمان والتي أقيمت لغرض تصفيات كأس العالم.
بدأت البطولة بتصفيات حيث وزعت المنتخبات إلى مجموعتين مع تأهل أستراليا ونيوزيلندا مباشرة إلى النهائيات. الفائز في هذه البطجولة أستراليا تأهل إلى بطولة كأس القارات 2005.

## التصفيات
تم توزيع المنتخبات العشرة على مجموعتين تضم كل منها 5 منتخبات ولعبت بطريقة نصف الدوري بحيث كل منتخب يواجه الآخر مرة واحدة. المنتخبان اللذان سيحتلان المركزين الأول والثاني سيتأهلان إلى النهائيات.

### المجموعة الأولى

#### الترتيب
| المنتخب           | النقاط | المباريات | الفوز | التعادل | الخسارة | له | عليه | الفارق |
| ----------------- | ------ | --------- | ----- | ------- | ------- | -- | ---- | ------ |
| جزر سليمان        | 10     | 4         | 3     | 1       | 0       | 14 | 1    | +13    |
| تاهيتي            | 8      | 4         | 2     | 2       | 0       | 5  | 1    | +4     |
| كاليدونيا الجديدة | 7      | 4         | 2     | 1       | 1       | 16 | 2    | +14    |
| تونغا             | 3      | 4         | 1     | 0       | 3       | 2  | 17   | −15    |
| جزر كوك           | 0      | 4         | 0     | 0       | 4       | 1  | 17   | −16    |

#### جدول المباريات
| جزر سليمان                                                  | 6–0       | تونغا |
| ----------------------------------------------------------- | --------- | ----- |
| هنري فارودو 12', 30', 77' أليك ميمي 62', 76' جاك ساماني 79' | (التقرير) |       |

| تاهيتي                            | 2–0       | جزر كوك |
| --------------------------------- | --------- | ------- |
| أكسيل تيماتاوا 2' رينو موريتا 80' | (التقرير) |         |

| جزر سليمان                                                                      | 5–0       | جزر كوك |
| ------------------------------------------------------------------------------- | --------- | ------- |
| ستانلي ويتا 21' غيديون أوموروكيو 27' جاك ساماني 45' أليك ميمي 70' ليزلي ليو 81' | (التقرير) |         |

| تاهيتي | 0–0       | كاليدونيا الجديدة |
| ------ | --------- | ----------------- |
|        | (التقرير) |                   |

| تونغا                                 | 2–1       | جزر كوك          |
| ------------------------------------- | --------- | ---------------- |
| مارك أوهاتاهي 46' فيليامي فايتاكي 61' | (التقرير) | جون باريانغا 59' |

| جزر سليمان                         | 2–0       | كاليدونيا الجديدة |
| ---------------------------------- | --------- | ----------------- |
| غيديون أوموروكيو 10' جورج سوري 42' | (التقرير) |                   |

| كاليدونيا الجديدة                                                              | 8–0       | جزر كوك |
| ------------------------------------------------------------------------------ | --------- | ------- |
| بيير واجوكا 3' ميشيل مي 20', 40', 42', 52', 85' رامون دجامالي 25' خوسيه مي 35' | (التقرير) |         |

| تاهيتي                              | 2–0       | تونغا |
| ----------------------------------- | --------- | ----- |
| غابريل واجوكا 1' أكسيل تيماتاوا 78' | (التقرير) |       |

| كاليدونيا الجديدة                                                                         | 8–0       | تونغا |
| ----------------------------------------------------------------------------------------- | --------- | ----- |
| خوسيه مي 4' بول بواتيندا 26', 42', 79' ميشيل مي 45' بيير واجوكا 54', 58' روبيرت كاومي 72' | (التقرير) |       |

| جزر سليمان      | 1–1       | تاهيتي            |
| --------------- | --------- | ----------------- |
| باترام سوري 80' | (التقرير) | فينسينت سيمون 30' |

- تأهل منتخب جزر سليمان وتاهيتي إلى النهائيات.

### المجموعة الثانية

#### الترتيب
| المنتخب             | النقاط | المباريات | الفوز | التعادل | الخسارة | له | عليه | الفارق |
| ------------------- | ------ | --------- | ----- | ------- | ------- | -- | ---- | ------ |
| فانواتو             | 10     | 4         | 3     | 1       | 0       | 16 | 2    | +14    |
| فيجي                | 9      | 4         | 3     | 0       | 1       | 19 | 5    | +14    |
| بابوا غينيا الجديدة | 7      | 4         | 2     | 1       | 1       | 17 | 6    | +11    |
| ساموا               | 3      | 4         | 1     | 0       | 3       | 5  | 11   | −6     |
| ساموا الأمريكية     | 0      | 4         | 0     | 0       | 4       | 1  | 34   | −33    |

#### جدول المباريات
| بابوا غينيا الجديدة | 1–1       | فانواتو          |
| ------------------- | --------- | ---------------- |
| ماوري واسي 73'      | (التقرير) | سيمون لاورو 90+' |

| ساموا                                                               | 4–0       | ساموا الأمريكية |
| ------------------------------------------------------------------- | --------- | --------------- |
| دينيس برايس 12' تاما فاسافالو 30', 53' جونيور مايكل 66' (ركلة جزاء) | (التقرير) |                 |

| فانواتو | 9–1       | ساموا الأمريكية |
| --- | --------- | --------------- |
| ألفوس كوريغ 30' (ركلة جزاء), 45+' إيتيان ميرمر 37', 56', 90+' مويس بويدا 55' سيماتا تشيليا 65' جان ماليب 80', 90+' | (التقرير) | ناتيا ناتيا 39' |

| فيجي                                                                       | 4–2       | بابوا غينيا الجديدة                |
| -------------------------------------------------------------------------- | --------- | ---------------------------------- |
| بيتا رابو 24' فيريسا توما 45+' لايسياسا غاتاوروا 78' سيفيكي روكوتاكالا 90' | (التقرير) | ريغينالد دافاني 12' بول كومبوي 44' |

| فيجي | 11–0      | ساموا الأمريكية |
| --- | --------- | --------------- |
| فيريسا توما 7', 11', 16' توماس فوليفولي 24' سيفيكي روكوتاكالا 32', 38' وايساكي سابوتو 45+', 81' إيسالا ماسينيساو 60' لايسياسا غاتاوروا 75', 77' | (التقرير) |                 |

| ساموا | 0–3       | فانواتو                                          |
| ----- | --------- | ------------------------------------------------ |
|       | (التقرير) | إيتيان ميرمر 13' سيماتا تشيليا 55' جان ماليب 57' |

| بابوا غينيا الجديدة                                                                                         | 10–0      | ساموا الأمريكية |
| --- | --------- | --------------- |
| ريغينالد دافاني 23', 24', 40', 79' أندرو ليباني 26', 28', 64' ماوري واسي 34' بول كومبوي 37' مايكل لوهاي 71' | (التقرير) |                 |

| ساموا | 0–4       | فيجي                                                                          |
| ----- | --------- | ----------------------------------------------------------------------------- |
|       | (التقرير) | فيريسا توما 17' وايساكي سابوتو 52' إيسالا ماسينيساو 82' سيفيكي روكوتاكالا 84' |

| فانواتو                                 | 3–0       | فيجي |
| --------------------------------------- | --------- | ---- |
| لوري تومسين 45+' ويلكينز لاورو 63', 65' | (التقرير) |      |

| ساموا            | 1–4       | بابوا غينيا الجديدة                                                     |
| ---------------- | --------- | ----------------------------------------------------------------------- |
| جونيور مايكل 69' | (التقرير) | ريغينالد دافاني 16' أندرو ليباني 37' ناثانيل ليباني 55' إريك كومينغ 68' |

- تأهل منتخبا فانواتو وفيجي إلى النهائيات.

## النهائيات

### الدور الأول
انضمت المنتخبات الأربعة المتأهلة من التصفيات إلى أستراليا ونيوزيلندا وتم وضعهم في مجموعة واحدة تلعب بنظام نصف الدوري حيث أن كل منتخب يواجه الآخر مرة واحدة.
المنتخبان اللذان سيحتلان المركزين الأول والثاني سيتأهلان إلى الدور النهائي ليلعبا مواجهتي ذهاب وإياب لتحديد الفائز في التصفيات والمتأهل لملاقاة صاحب المركز الخامس في تصفيات أمريكا الجنوبية.

#### الترتيب
| المنتخب    | النقاط | المباريات | الفوز | التعادل | الخسارة | له | عليه | الفارق |
| ---------- | ------ | --------- | ----- | ------- | ------- | -- | ---- | ------ |
| أستراليا   | 13     | 5         | 4     | 1       | 0       | 21 | 3    | +18    |
| جزر سليمان | 10     | 5         | 3     | 1       | 1       | 9  | 6    | +3     |
| نيوزيلندا  | 9      | 5         | 3     | 0       | 2       | 17 | 5    | +12    |
| فيجي       | 4      | 5         | 1     | 1       | 3       | 3  | 10   | −7     |
| تاهيتي     | 4      | 5         | 1     | 1       | 3       | 2  | 24   | −22    |
| فانواتو    | 3      | 5         | 1     | 0       | 4       | 5  | 9    | −4     |

#### جدول المباريات
| جزر سليمان                  | 1–0       | فانواتو |
| --------------------------- | --------- | ------- |
| باترام سوري 51' (ركلة جزاء) | (التقرير) |         |

| تاهيتي | 0–0       | فيجي |
| ------ | --------- | ---- |
|        | (التقرير) |      |

| أستراليا          | 1–0       | نيوزيلندا |
| ----------------- | --------- | --------- |
| مارك بريشيانو 40' | (التقرير) |           |

| نيوزيلندا                                     | 3–0       | جزر سليمان |
| --------------------------------------------- | --------- | ---------- |
| برينت فيشر 36' دنكان أوتون 81' آرون لاينز 90' | (التقرير) |            |

| أستراليا | 9–0       | تاهيتي |
| --- | --------- | ------ |
| تيم كاهيل 14', 47' جوزيب سكوكو 43' فينسينت سيمون 44' (بالخطأ) ميل ستريوفسكي 51', 61', 74' ديفيد زدريليتش 85' سكوت تشيبرفيلد 89' | (التقرير) |        |

| فيجي            | 1–0       | فانواتو |
| --------------- | --------- | ------- |
| فيريسا توما 73' | (التقرير) |         |

| أستراليا                                                      | 6–1       | فيجي                  |
| ------------------------------------------------------------- | --------- | --------------------- |
| أدريان ماداسكي 6', 50' تيم كاهيل 39', 66', 75' أحمد الريش 89' | (التقرير) | لايسياسا غاتاوروا 19' |

| جزر سليمان                                            | 4–0       | تاهيتي |
| ----------------------------------------------------- | --------- | ------ |
| هنري فارودو 9' كومينز مينابي 14', 80' باترام سوري 42' | (التقرير) |        |

| فانواتو                                                        | 4–2       | نيوزيلندا           |
| -------------------------------------------------------------- | --------- | ------------------- |
| سيماتا تشيليا 37' ليكسا بيبي 64' جان ماليب 72' ألفوس كوريغ 88' | (التقرير) | فون كوفيني 61', 75' |

| نيوزيلندا                                                                                                | 10–0      | تاهيتي |
| --- | --------- | ------ |
| فون كوفيني 6', 38', 45+' برينت فيشر 16', 22', 63' نيل وارين جونز 72' دنكان أوتون 74' ريان نيلسن 82', 87' | (التقرير) |        |

| جزر سليمان                        | 2–1       | فيجي            |
| --------------------------------- | --------- | --------------- |
| بول كاكاي 16' ماهلون هوكاراوا 82' | (التقرير) | فيريسا توما 21' |

| أستراليا                            | 3–0       | فانواتو |
| ----------------------------------- | --------- | ------- |
| جون ألويسي 25, 85' بريت إيمرتون 81' | (التقرير) |         |

| تاهيتي                               | 2–1       | فانواتو           |
| ------------------------------------ | --------- | ----------------- |
| أكسيل تيماتاوا 40' غابريل واجوكا 89' | (التقرير) | ريتشارد إيواي 23' |

| نيوزيلندا                  | 2–0       | فيجي |
| -------------------------- | --------- | ---- |
| تشي بونس 8' فون كوفيني 56' | (التقرير) |      |

| أستراليا                       | 2–2       | جزر سليمان             |
| ------------------------------ | --------- | ---------------------- |
| تيم كاهيل 50' بريت إيمرتون 52' | (التقرير) | كومينز مينابي 43', 75' |

- تأهل منتخبا أستراليا وجزر سليمان إلى الدور النهائي.

### الدور النهائي
تأهل المنتخبان اللذان احتلا المركزين الأول والثاني في النهائيات إلى الدور النهائي لمواجهة بعضهما في مباراتي ذهاب وإياب.
| جزر سليمان      | 1–5       | أستراليا                                                             |
| --------------- | --------- | -------------------------------------------------------------------- |
| باترام سوري 60' | (التقرير) | جوزيب سكوكو 5', 28' أنت ميليسيتش 19' بريت إيمرتون 43' أحمد الريش 79' |

| أستراليا                                                                                        | 6–0       | جزر سليمان |
| ----------------------------------------------------------------------------------------------- | --------- | ---------- |
| أنت ميليسيتش 5' هاري كيويل 8' توني فيدمار 60' أرتشي تومبسون 79' أحمد الريش 82' بريت إيمرتون 89' | (التقرير) |            |

توج منتخب أستراليا بطلا لبطولة كأس أوقيانوسيا للمنتخبات 2004 وتأهل إلى الملحق القاري لمالاقاة صاحب المركز الخامس في تصفيات أمريكا الجنوبية منتخب الأوروغواي.

## الجوائز
| كأس أوقيانوسيا للمنتخبات 2004 |
| ----------------------------- |
| · أستراليا · للمرة الرابعة    |

## لائحة الهدافين (النهائيات)
6 أهداف
- تيم كاهيل
- فون كوفيني

4 أهداف
- بريت إيمرتون
- برينت فيشر
- كومينز مينابي

3 أهداف
| - أحمد الريش | - جوزيب سكوكو | - ميل ستريوفسكي | - جورج سوري |

هدفين
| - جون ألويسي - أنت ميليسيتش | - أدريان ماداسكي - فيريسا توما | - ريان نيلسن | - دنكان أوتون |

هدف
| - مارك بريشيانو - سكوت تشيبرفيلد - هاري كيويل - أرتشي تومبسون - توني فيدمار | - ديفيد زدريليتش - لايسياسا غاتاوروا - تشي بونس - نيل وارين جونز - آرون لاينز | - هنري فارودو - ماهلون هوكاراوا - بول كاكاي - غابريل واجوكا - أكسيل تيماتاوا | - ليكسا بيبي - ريتشارد إيواي - جان ماليب - سيماتا تشيليا - ألفوس كوريغ |

الأهداف العكسية
- فينسينت سيمون (1)

## الوصلات الخارجية
- RSSF.